# Back to Black (film)
Back to Black is een Brits-Amerikaanse biografische film uit 2024, geregisseerd door Sam Taylor-Johnson en geschreven door Matt Greenhalgh, over singer-songwriter Amy Winehouse, een rol vertolkt door Marisa Abela.

## Verhaal
De film volgt de carrière van Amy Winehouse, te beginnen met haar eerste optredens begin jaren 2000 als Noord-Londense jazzmuzikant tot haar opkomst als Grammy Award-winnende zangeres met nummers als Rehab en Back to Black.

## Rolverdeling
| Acteur          | Personage           |
| --------------- | ------------------- |
| Marisa Abela    | Amy Winehouse       |
| Jack O'Connell  | Blake Fielder-Civil |
| Eddie Marsan    | Mitch Winehouse     |
| Juliet Cowan    | Janis Winehouse     |
| Lesley Manville | Cynthia Winehouse   |
| Jeff Tunke      | Mark Ronson         |

## Productie
Na de dood van Amy Winehouse in 2011 probeerden verschillende filmmakers biopic-projecten te maken, maar geen van hen slaagde er in. In 2018 maakte de erfgenamen van Winehouse bekend dat ze een deal hadden getekend voor een film over haar leven en carrière. In juli 2022 ging StudioCanal verder met de productie en de opnames vonden plaats van januari tot april 2023 in Londen.
Na de release van de officiële trailer in januari 2024 waren de reacties van Winehouse-fans verre van positief. Ze beschuldigden onder meer de producenten van de film ervan winst te maken uit de turbulente latere jaren van de zangeres en beweerden dat de biopic te vroeg kwam.

## Release en ontvangst
Back to Black ging op 11 april 2024 in wereldpremière in Australië, een week vroeger dan oorspronkelijk gepland. De film werd uitgebracht in de bioscopen door StudioCanal UK in het Verenigd Koninkrijk en door Kino Swiat  in Polen op 12 april 2024, en werd op 17 mei 2024 door Focus Features uitgebracht in de Verenigde Staten.
De film kreeg overwegend negatieve kritieken van de filmcritici, met een score van 35% op Rotten Tomatoes, gebaseerd op 179 beoordelingen.